# Emmanuel von Croÿ

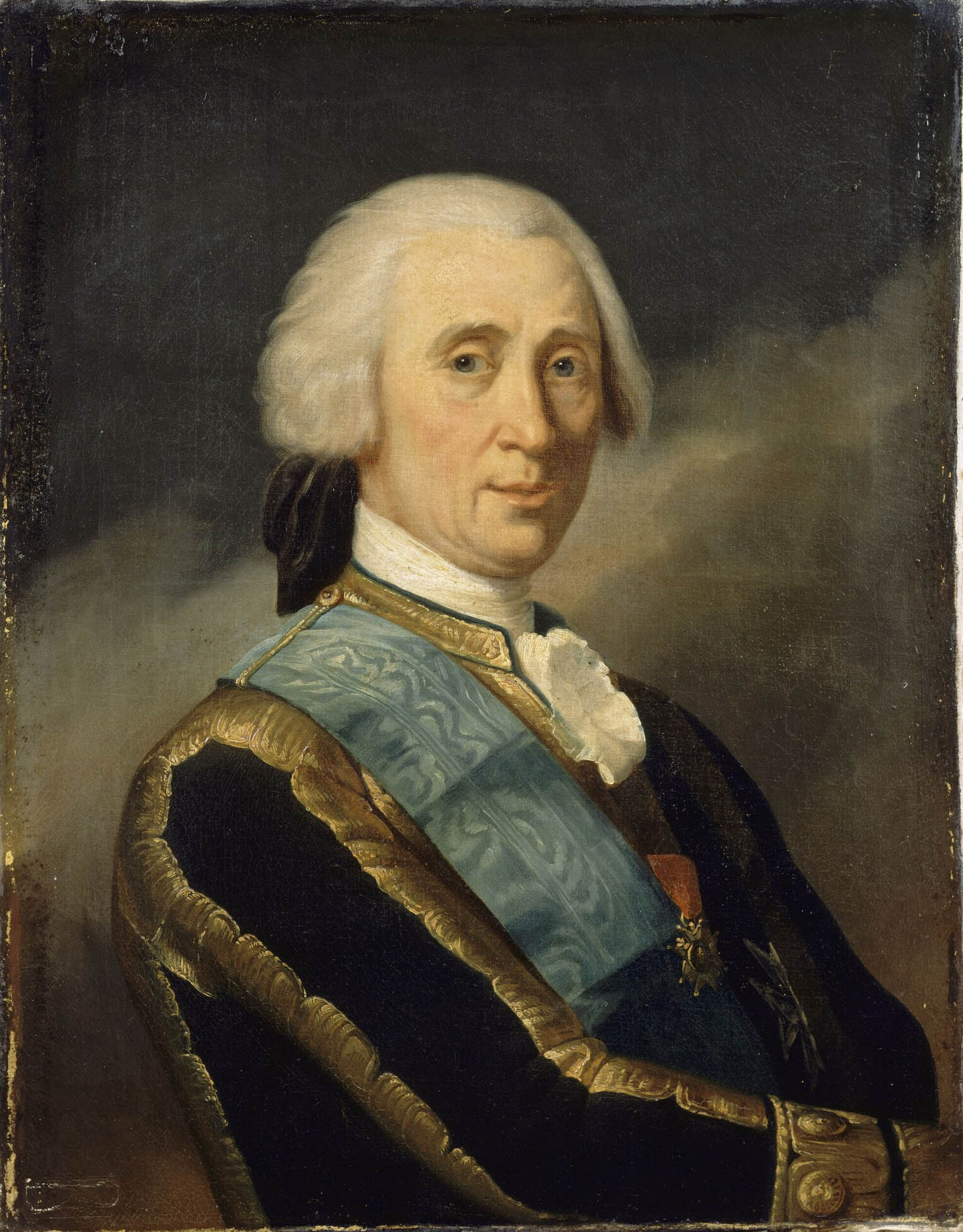
Emmanuel Herzog von Croÿ

Emmanuel von Croÿ, auch Emanuel von Croy (* 23. Juni 1718 in Condé-sur-l’Escaut, Département Nord, Frankreich; † 30. März 1784 in Paris), war der 7. Herzog von Croÿ, Fürst von Solre, Fürst von Mœurs, Reichsfürst des Heiligen Römischen Reiches und französischer Heerführer des 18. Jahrhunderts.

## Leben
Emmanuel war der einzige Sohn von Philippe-Alexandre-Emmanuel de Croÿ (1676 bis 1723), Fürst von Solre etc. und Marie-Marguerite-Louise (1681 bis 1768), Gräfin von Millendonk. Durch Geburt war er Fürst des Heiligen Römischen Reiches. Im Alter von 18 Jahren trat er 1736 seinen Dienst bei den Grauen Musketieren an und kommandierte ab 1738 das Régiment Royal-Roussillon cavalerie. Seinen ersten Kriegszug machte er im Österreichischen Erbfolgekrieg (1740 bis 1748) mit der in Westfalen versammelten französischen Armee. 1742 war er mit seinem Regiment an der Belagerung von Prag beteiligt und nahm danach auf der Fürstenbank an der Wahl des Wittelsbachers Karl VII. und der anschließenden Krönung des Kaisers in Frankfurt am Main teil. Später im Jahr kämpfte er mit seinen Truppen in der Schlacht bei Dettingen am Untermain, in welcher die französische Armee besiegt wurde.
Emmanuel war in den Folgejahren ab 1744 in Flandern bis zur Belagerung von Maastricht stationiert und wurde 1745 zum  Brigadier des armées du roi  und nach der Belagerung von Maastricht zum Maréchal de camp befördert.
1757 erhielt er als Stellvertreter des abwesenden Herzogs von Chaulnes den Auftrag, die Befestigungswerke an den Küsten der Picardie, des Boulonnais und des Calaisis im äußersten Norden Frankreichs in Stand zu setzen. Das ab 1757 errichtete Küstenfort Fort de Croÿ oder Tour de Croÿ am Strand von Wimereux trägt seinen Namen.
Im gleichen Jahr wurde Emmanuel de Croÿ nach Arras entsandt, um nach dem missglückten Attentat auf den König Louis XV. im Januar des Jahres durch Robert François Damiens die Hintergründe der Tat zu untersuchen. Seine Berichte dienten als Quelle für die Sammlung Pièces originales du procès fait a Robert-François Damiens, die durch den Verleger Simon einige Wochen nach Abschluss des Verfahrens veröffentlicht wurde.
1759 wurde de Croÿ Ritter des Ordens vom Heiligen Geist und Lieutenant général des armées du roi und nahm in den Jahren 1760 und 1761 an den französischen Feldzügen des Siebenjährigen Krieges in Deutschland teil. Am 13. Juli 1783 wurde er zum Marschall von Frankreich ernannt.
Nach seinem Tode am 30. März 1784 in Paris wurde ein Teil seines Vermögens gemäß den Bestimmungen seines Testaments für den Wiederaufbau des Hafens von Dünkirchen und der Befestigungen von Calais eingesetzt. Sein Nachfolger als 8. Herzog von Croÿ wurde Anne Emmanuel von Croÿ.
Bedeutung für die Nachwelt hat er bis heute durch seine Tagebücher, insgesamt 41 handgeschriebene Bände, die modernen Historikern zum Verständnis dienen.

## Werke
- Mémoires de ma vie
  - deutsch nach der französischen Handschrift übersetzt und mit Anmerkungen versehen von Elisabeth Hergeth: Erinnerungen meines Lebens: Eine Reise durch den Westen des Heiligen Römischen Reiches. Erstausgabe des Tagebuchs von 1741/42; Agenda-Verlag, Münster 1999, ISBN 3-89688-037-3.
  - Nie war es herrlicher zu leben. Das geheime Tagebuch des Herzogs von Croÿ, herausgegeben und übersetzt von Hans Pleschinski, Verlag C. H. Beck, München 2011, ISBN 978-3-406-62170-3. (siehe unten)
- Mémoires sur le passage par le Nord, 1782